# Kresna
Kresna (bułg. Кресна) – miasto w południowej Bułgarii, w obwodzie Błagojewgrad. Jest ośrodkiem administracyjnym gminy Kresna. Według danych Narodowego Instytutu Statystycznego, 31 grudnia 2011 roku miasto liczyło 3640 mieszkańców.

## Położenie
Miasto Kresna leży na północnym krańcu jaru Kresnenski prołom nad rzeką Struma, u podnóża góry Piryn. Centrum Kresny jest niewielkie, dobrze zagospodarowane, z fontannami. Kresna znajduje się na drodze krajowej E-79, prowadzącej do Sofii.

## Historia
Znaleziska archeologiczne dowodzą, że obszar był zamieszkany od czasów starożytnych. W 1878 roku w miejscowości wybuchło powstanie, w wyniku nieuczciwego podziału Bułgarii po berlińskim kongresie. Powstanie było krótkotrwałe i nieskuteczne. Miejscowość otrzymała prawa miejskie w 1978 roku.
W lipcu 1913, w wąwozie Kresna toczono jedne z najbardziej zaciętych walk II wojny bałkańskiej.

## Zabytki
7 km od miasta znajduje się klasztor Świętego Proroka Eliasza.

## Ekonomia
W mieście działają fabryki przemysłu odzieżowego. Ważnym działem gospodarki jest także rolnictwo.